# Вилъджърс ъф Янина сити
Вилъджърс ъф Янина сити (на английски: Villagers of Ioannina City, VIC или V.I.C.) е фолк рок група от Янина, Гърция, основана през 2007 година.
Изпълняват пост, стоунър и психеделичен рок, смесен с гръцки фолклор от района на Епир. Членове на групата са Алекс (китара, вокали), Акис (бас), Арис (барабани), Константинис (кларинет, кавал, беквокали), Костас (гайда, духови), а бивши членове са Янис Халдупис и Ахилеас Радис.

## Дискография
- Promo 2010, април 2010, самиздат
- Riza („корен“), април 2014, Mantra Records (Riza в )
- Zvara/Karakolia EP, ноември 2014, Mantra Records (Zvara/Karakolia в )
- Age of Aquarius EP, септември 2019, Mantra Records (Age of Aquarius в )